# CEMIG
La Compañía Energética de Minas Gerais S.A. (CEMIG) (en portugués, Companhia Energética de Minas Gerais S.A. es una de las principales concesionarias de energía eléctrica de Brasil. Tiene su sede en la ciudad de Belo Horizonte, capital del estado de Minas Gerais.

## Historia
La Cemig fue fundada en 1952 por el gobernador de Minas Gerais, Juscelino Kubitschek. Es la mayor empresa integrada del sector de energía eléctrica de Sudamérica por número de clientes, y la mayor de América Latina en kilómetros de red y equipamientos e instalaciones. El grupo está constituido por más de 181 sociedades y 17 consorcios. Es una compañía cotizada, pero controlada por el Gobierno del Estado de Minas Gerais y posee 117.000 accionistas en 44 países. Sus acciones son negociadas en los mercados de valores de São Paulo, Nueva York y Madrid.

## Empresas

### Energía
La Cemig es uno de los mayores grupos del segmento de la energía eléctrica de Brasil. La compañía actúa en 22 estados y 774 municipios  brasileños y en Chile, donde opera una línea de transmisión, en consorcio con la empresa Alusa Holding. En el estado de Minas Gerais, la Cemig es responsable del 96% del abastecimiento de energía eléctrica.
En 2006, la Cemig se hizo con un importante paquete de la compañía Light Rio (26,06%), y amplió su participación en el estado de Río de Janeiro. A su vez, adquirió la filial Light Esco, empresa del Grupo Light que presta servicios de consultoría en el sector de la energía eléctrica. Por medio de Light, la Cemig controla el 20% de E-Power, empresa del grupo CR Zongshen, responsable de la fabricación de bicicletas y motocicletas eléctricas de la marca Kasinski.
En marzo de 2014, la Cemig compró un 83% del capital social y 49% de las acciones de la compañía SAAG Investimentos, empresa de inversiones del Grupo Andrade Gutiérrez, aumentando su participación en la compañía Madeira Energia, consorcio responsable de la construcción de la Fábrica Hidroeléctrica de Santo Antônio. Localizada en el Río Madeira, en Rondônia, la Fábrica de Santo Antônio era la segunda mayor hidroeléctrica de turbinas bulbo del mundo.

### Gas
La Compañía de Gas de Minas Gerais (Gasmig) es responsable de la distribución de gas en el estado de Minas Gerais. La propiedad de la compañía está dividida entre un 56% de la Cemig, 3,6% del gobierno de Minas Gerais, 0,4% del Ayuntamiento de Belo Horizonte y 40% del gigante Petrobras.

### Telecom
Cemig Telecom actúa en el segmento de redes ópticas y servicios de telecomunicaciones de Minas Gerais, utilizando infraestructura de la Cemig. En 2010, la Cemig Telecom compró 49% de la compañía Ativas Data Center, empresa de tecnología de la información que presta servicios de infraestructura informática, hospedaje físico y almacenamiento de bases de datos. La Cemig también controla un 49% de Axxiom; el otro 51% es controlado por Light. La empresa suministra productos y servicios de gestión de energía y automatización de software.

## Sostenibilidad

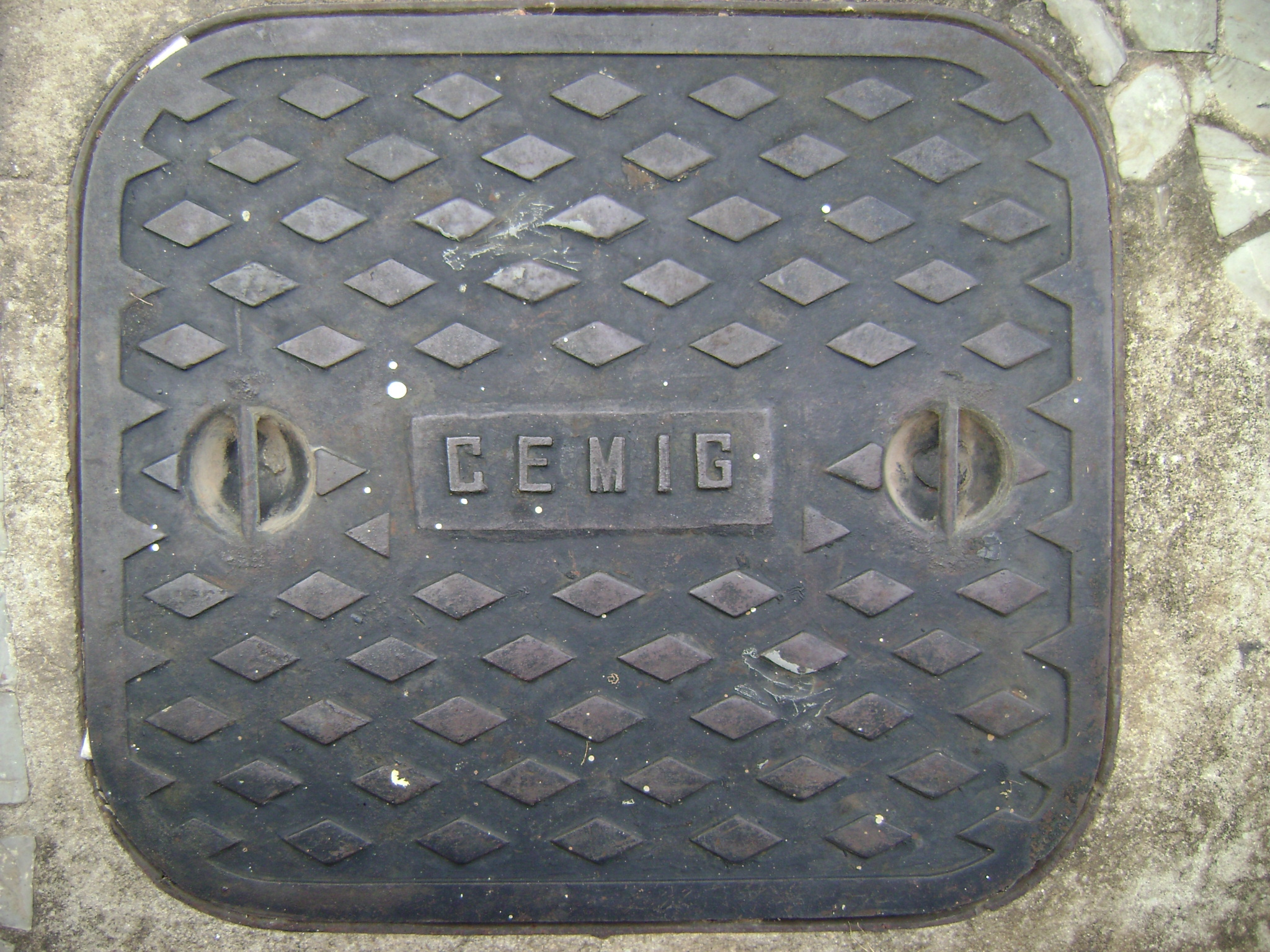
Pozo de visita de la Cemig.

Cemig es la única empresa del sector eléctrico de América Latina que forma parte del índice Dow Jones Sustainability World Index (DJSI World), creado por el Grupo Dow Jones en 1999. El índice reconoce la capacidad de las empresas en sostenibilidad corporativa y creación de valor para los accionistas a largo plazo, como conseguir aprovechar las oportunidades y gestionar los riesgos asociados a factores económicos, ambientales y sociales.
Igualmente, Cemig forma parte del índice The Global Dow Index. El índice fue creado en 2008, e incluye 150 empresas líderes mundiales de 25 países. La compañía ha sido seleccionada varias veces en el Índice de Sostenibilidad Empresarial (ISE) de la Bolsa de São Paulo. El Índice ISE hace un análisis comparativo de la actividad de las empresas listadas en la BM&FBOVESPA desde el punto de vista de la sostenibilidad corporativa.

## Programas ambientales
El programa Cemig Rural de eletrificación rural de Minas Gerais, creado en la década de 1980, y el programa Luz para Todos de Minas Gerais, creado en 2003, son programas de universalización del acceso a la energía eléctrica.
En 2002, fue fundada Efficientia, una subsidiaria de Cemig proveedora de soluciones energéticas. Efficientia facilita la sustitución de sistemas de iluminación ineficientes por otros con tecnología más moderna. Uno de los proyectos del programa fue la construcción de fábricas de cogeneración de energía, utilizando gases residuales de proceso industrial. El proyecto permitió a la compañía Siderurgica Alterosa, con sede en Minas Gerais, hacerse autosuficiente en la producción de energía eléctrica.
El Proyecto Solar ILPI, conectado al programa Energía Inteligente para suministro de energía solar benefició a más de 508 instituciones de ancianos del estado de Minas Gerais.

## Adquisiciones recientes

### Parques eólicos
Cemig invirtió en 1994 en otras fuentes alternativas energéticas y construyó la primera planta eólica con generación comercial en Brasil. Desde entonces, Cemig invierte en fuentes renovables, como biomasa, pequeñas centrales hidroeléctricas, energía solar y proyectos de cogeneración.
Además adquirió el 49% de Energimp S.A., una red societaria con tres parques eólicos en Ceará, con potencia total de 100 MW.

### Terna
Cemig adquirió a Taesa (Transmissora Aliança de Energia Elétrica), antigua Terna Participações S.A, hólding que actúa en el segmento de transmisión de energía eléctrica, presente en 11 estados de Brasil. Para la compraventa fue constituido el mayor Fondo de Inversión del sector eléctrico brasileño, el FIP Coliseu.

### TBE
En 2009, Cemig amplió la participación en el capital de Transmissoras Brasileiras de Energia (TBE), con la compraventa de las acciones en propiedad de Brookfield. TBE controla las concesionarias Empresa Amazonense de Transmissão de Energia, Empresa Paraense de Transmissão, Empresa Norte de Transmissão de Energia, Empresa Regional de Transmissão de Energia y la Empresa Catarinense de Transmissão de Energia.

## Fábricas

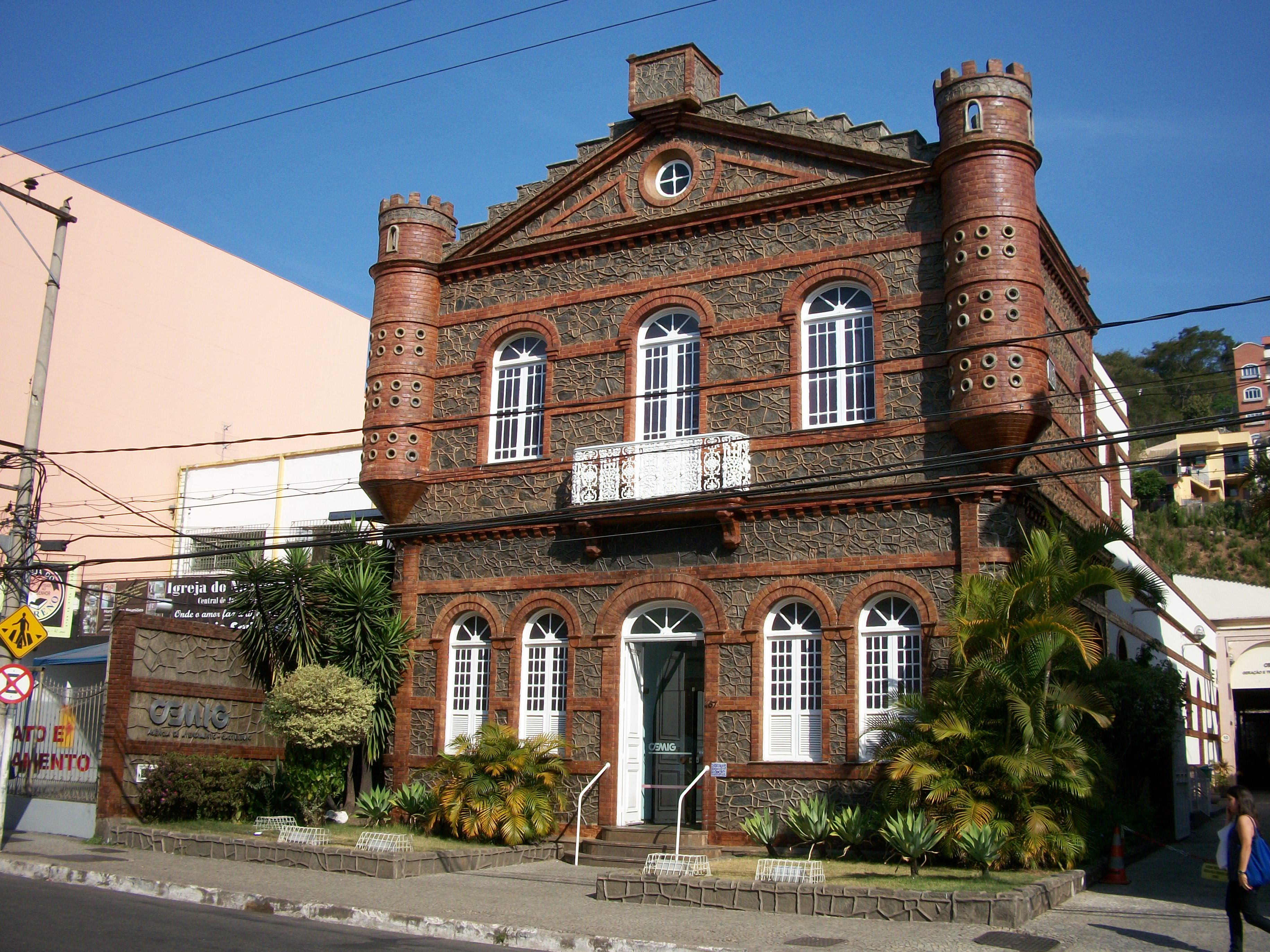
"Castelinho de la CEMIG" en Juez de Fuera.

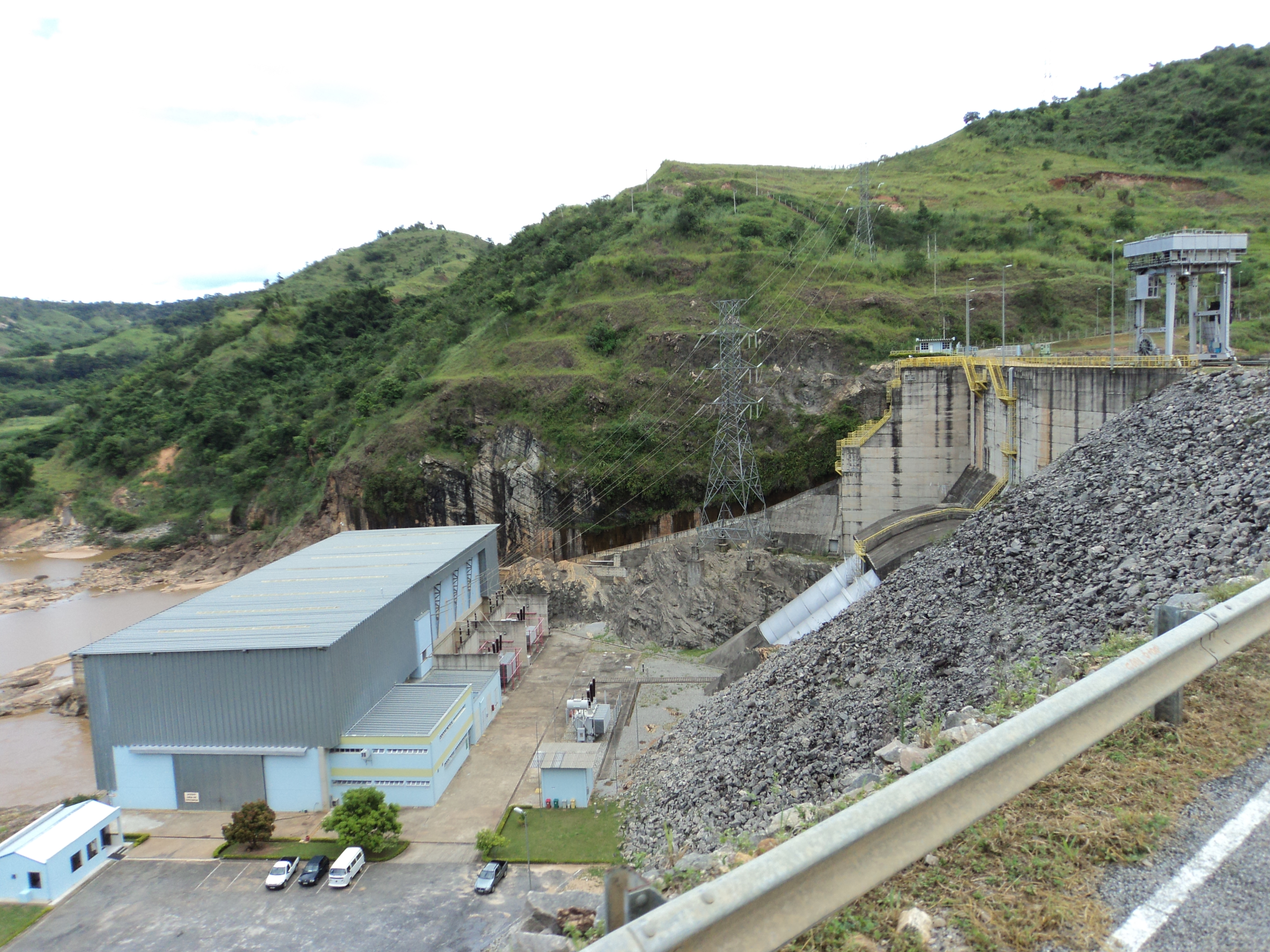
Vista de la UHE Puerto Estrella, en el Río Santo Antônio, en Joanésia.

Fábricas hidroeléctricas de la compañía Cemig:
La CEMIG posee 70 fábricas hidroeléctricas, además de termoeléctricas y parques eólicos, con capacidad instalada de cerca de 7000 megavatios en los estados de Minas Gerais, Espíritu Santo y Santa Catarina. Además posee un 12,4% de participación en la Fábrica Hidroeléctrica de Santo Antônio, localizada en el río Madeira, en Rondônia. La fábrica tiene capacidad para atender el consumo de aproximadamente 5,6 millones de hogares.
Forman parte del grupo Cemig, las fábricas:
- Son Simão, en el río Paranaíba
- Sá Carvalho, en el río Piracicaba
- Emborcação, en el río Paranaíba
- Nuevo Puente, en el río Araguari
- Jaguara, en el río Grande
- Miranda, en el río Araguari
- Tres Marías, en el río Son Francisco
- Irapé, en el río Jequitinhonha
- Vuelta Grande, en el río Grande
- Salto Grande, en el río Santo Antônio
- Itutinga, en el río Grande
- Camargos, en el río Grande.
- Piau, en los ríos Pinho y Piau
- Gafanhoto, en el río Pará
- Peti, en el río Santa Bárbara
- Río de las Piedras, en el río de las Viejas
- Pozo Hondo, en el río Hacha
- Joasal, en el río Paraibuna
- Tronqueiras, en el río Tronqueiras
- Martins, en el río Uberabinha
- Cajuru, en el río Pará
- Son Bernardo, en el río Son Bernardo
- Paraúna, en el río Paraú
- Pandeiros, en el río Pandeiros
- Paciencia, en el río Paraibuna
- Marmelos, en el río Paraibuna
- Salto de Morales, en el río Tijuco
- Sumidouro, en el río Sacramento
- Anil, en el río Jacaré
- Funil, en Labras en el Río Grande
- Hacha Minero, en el río Pardo
- Xicão, en el río Santa Cruz
- Igarapava, en el río Grande, en asociación con la CVRD - Cia. Valle del Río Dulce, Grupo Votorantim y CSN - Cia. Siderúrgica Nacional
- Puerto Estrella, en el río Santo Antônio, en asociación con la CVRD - Cia. Valle del Río Dulce y Coteminas
- Quemado, en el río Negro, en asociación con la CEB - Cia. Energética de Brasilia
- Funil, en el río de Cuentas, en asociación con la CVRD - Cia. Valle del Río Dulce y Coteminas
- Aimorés, en el río Dulce, en asociación con la CVRD - Cia. Valle del Río Dulce
- Irapé, en el río Jequitinhonha
- Capim I, en el río Araguari, en asociación con la CVRD - Cia. Valle del Río Dulce, Cia. Agrícola Paineiras y Cia. Minera de Metales
- Capim II, en el río Araguari, CVRD - Cia. Valle del Río Dulce, Cia. Agrícola Paineiras y Cia. Minera de Metales

### Fábrica termelétrica
Térmica Igarapé, en el municipio de Juatuba-MG, 

### Fábricas y parques eólicos
Cemig posee la Fábrica Eólica Muero del Camelinho, en el municipio de Gouveia-MG y los parques eólicos Playas de Parajuru, en el municipio de Beberibe, en el Ceará, Central Eólica Playa del Morgado y Central Eólica Vuelta del Río, ambas en el municipio de Acaraú, también en el Ceará.